# San Juan Bautista Tuxtepec
San Juan Bautista Tuxtepec es una ciudad del estado de Oaxaca y es la  cabecera del municipio homónimo. Se ubica como la segunda entre las ciudades más pobladas del estado de Oaxaca, en México. Posee una población de 103 609 habitantes en la ciudad y 159 452 habitantes en su municipio, según el III Conteo de Población y Vivienda del INEGI 2020. En comparación a 2010, la población en San Juan Bautista Tuxtepec creció un 2.37%.
Tuxtepec es el principal centro urbano de la Región de la Cuenca del Papaloapan, siendo poseedora de una gran actividad agrícola, industrial ganadera y comercial; convirtiéndose en un punto de convergencia de las actividades de los estados de Oaxaca, Veracruz y Puebla. Esta ciudad fue fundada en el año de 1811 y fue decretada como municipio por la Cámara de Comercio Local el día 15 de marzo del año de 1825.

## Toponimia

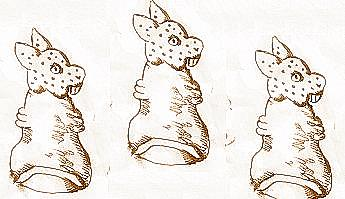
Topónimo náhuatl para Tōchtepēc (Tuxtepec)

El nombre de Tuxtepec proviene del náhuatl Tōchtepēc, que significa "en el cerro del conejo"; ya que se encuentra formado de las voces tōchtli, "conejo", tépētl, "cerro" y la terminación c, "en", que se antepone a las anteriores en su traducción al español, por lo que no es correcto que se nombre Tōchtépetl, "cerro de los conejos", en vista a que esta versión solo da a suponer el lugar, mas no el emplazamiento de la población. Tras la Conquista de México fue adaptado el término al español con la forma Tustepeque, que con el tiempo llegaría a ser el actual Tuxtepec.

## Historia
Este municipio fue fundado en el año de 1811 y decretado como municipio por la Cámara de Comercio Local el 15 de marzo de 1825. La ley de 1858 estableció a Tuxtepec como Jefatura política de distrito y se componía de 3 villas y 16 pueblos. El cuadro sinóptico y estadístico de la época (1880) señala que la población del municipio no llegaba a 2300 habitantes y que la mayoría eran mujeres. También dice que la población era de tres clases: mulata, indígena y española. El baile de la época era de tarima y se llamaba Guapango. Tenía tres edificios públicos: iglesia, casa municipal y teatro.El comercio principal era en los ramos de lencería, abarrotes, ferretería, mercería, loza y licores y se producía, ganado, caña, tabaco, café, cacao, hule y algodón. La piña aún no se conocía. Los ranchos eran los siguientes: Mixtán, Paso canoa, arrollo de Pita, playa de mono San Antonio, El encinal, El Rosario, San Isidro, Mundo nuevo, El hule, Río viejo, Santa Teresa, Tontepec, Palmilla, Yagual, Cuapa, Buenavista, Cacahuatepec, La Candelaria y Montiel. En ellos se ejercitaban las labores de vaquería propias de la cultura jarocha. Los idiomas entre los indígenas eran el mazateco y el chinanteco. Los mulatos y los españoles hablaban el español en su variedad andaluza. En la agencia municipal de Amapa Santa María vivían 309 habitantes de raza negra descendientes de los cimarrones huidos de Yanga y de San Juan de la Punta.

### Época Prehispánica

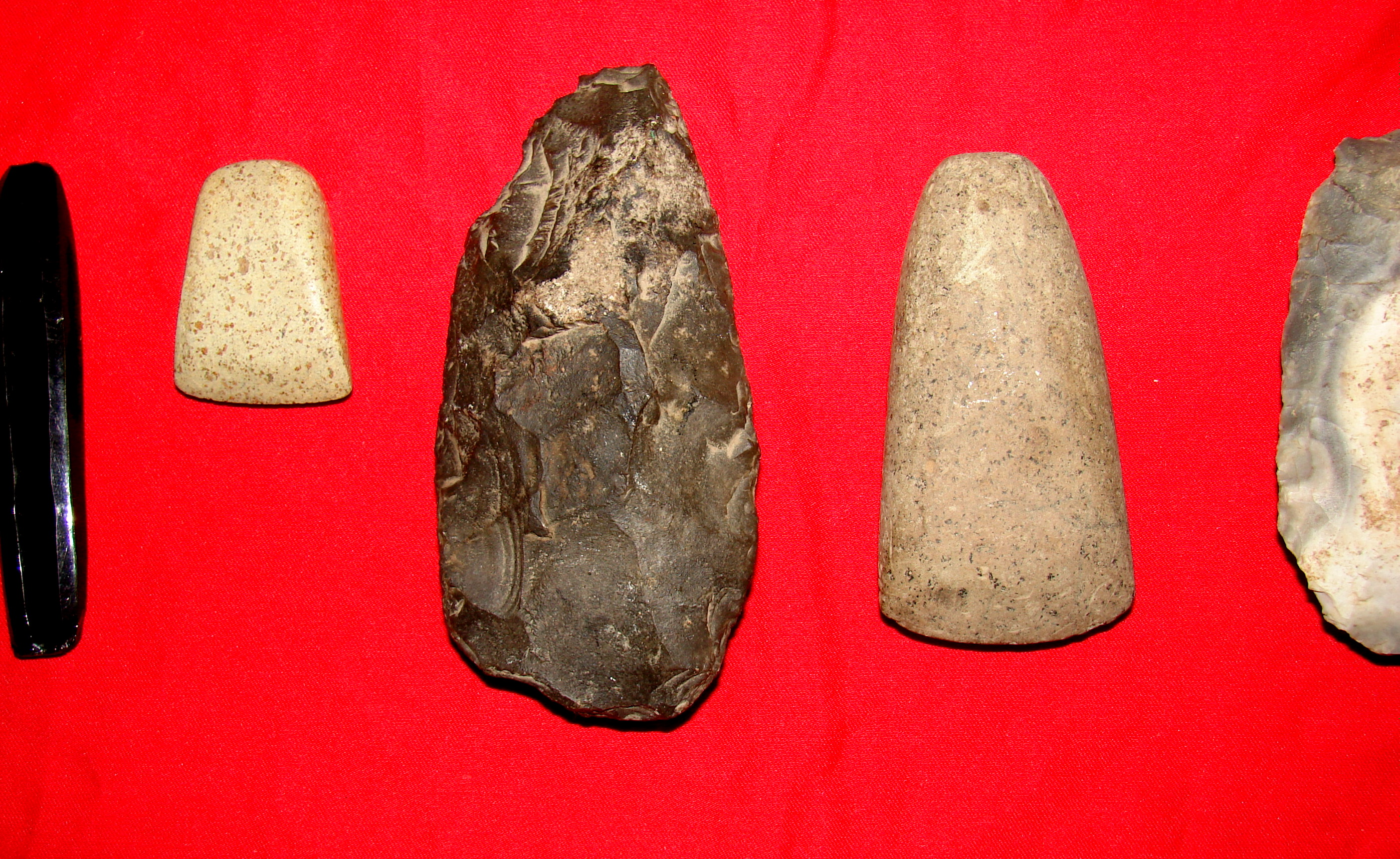
Lanzas primitivas encontradas en la parte norte de la ciudad, datadas aproximadamente del año 1100 d. C.

La población data desde el período prehispánico. No hay evidencia histórica de que los chinantecas y mazatecas hayan sido pobladores originarios. Existen datos que los primeros pobladores fueron olmecas, posteriormente popolucas y para 1450 llegaron 3000 tenochcas y tlatelolcas provenientes de la hoy Ciudad de México, quienes implantaron la lengua náhuatl para los tres siglos venideros.Este territorio fue anexado al Imperio azteca, en ese entonces dirigido por Moctezuma I, en el año de 1463 por ser un importante punto comercial para las rutas del sur del Imperio.

### Descubrimiento
El día 6 de marzo de 2012 se dio a conocer que se descubrieron vestigios de una ciudad azteca en la colonia Mundo Nuevo, con una extensión de 20 hectáreas y que tuvo aproximadamente una población de 20 000 habitantes. Se tiene previsto que los trabajos de excavación tomarán alrededor de 5 años.[cita requerida]

### Colonia
Para el año 1520, forma parte del recién fundado Virreinato de Nueva España, transformándose en la sede de una guarnición militar que conducía a la Villa de Antequera, hoy Oaxaca.
Tuxtepec no es un ejemplo de vestigios coloniales, ya que la mayoría de españoles prefirieron habitar zonas con un clima más templado.

### Independencia y Reforma
En 1810 figuraba como cabecera municipal de la jurisdicción de Tehutila. En 1844, de acuerdo a la Ley del 11 de mayo, fue cabecera judicial de la región y el 19 de marzo de 1858 se convirtió en distrito.
El 10 de enero de 1876, en la localidad de San Lucas Ojitlán, perteneciente al Distrito de Tuxtepec, fue promulgado el Plan de Tuxtepec, en el cual el general Porfirio Díaz desconocía a Sebastián Lerdo de Tejada como presidente de la nación, debido a su reelección. En este, Díaz pugnaba por la no reelección del presidente de la república.

### Porfiriato

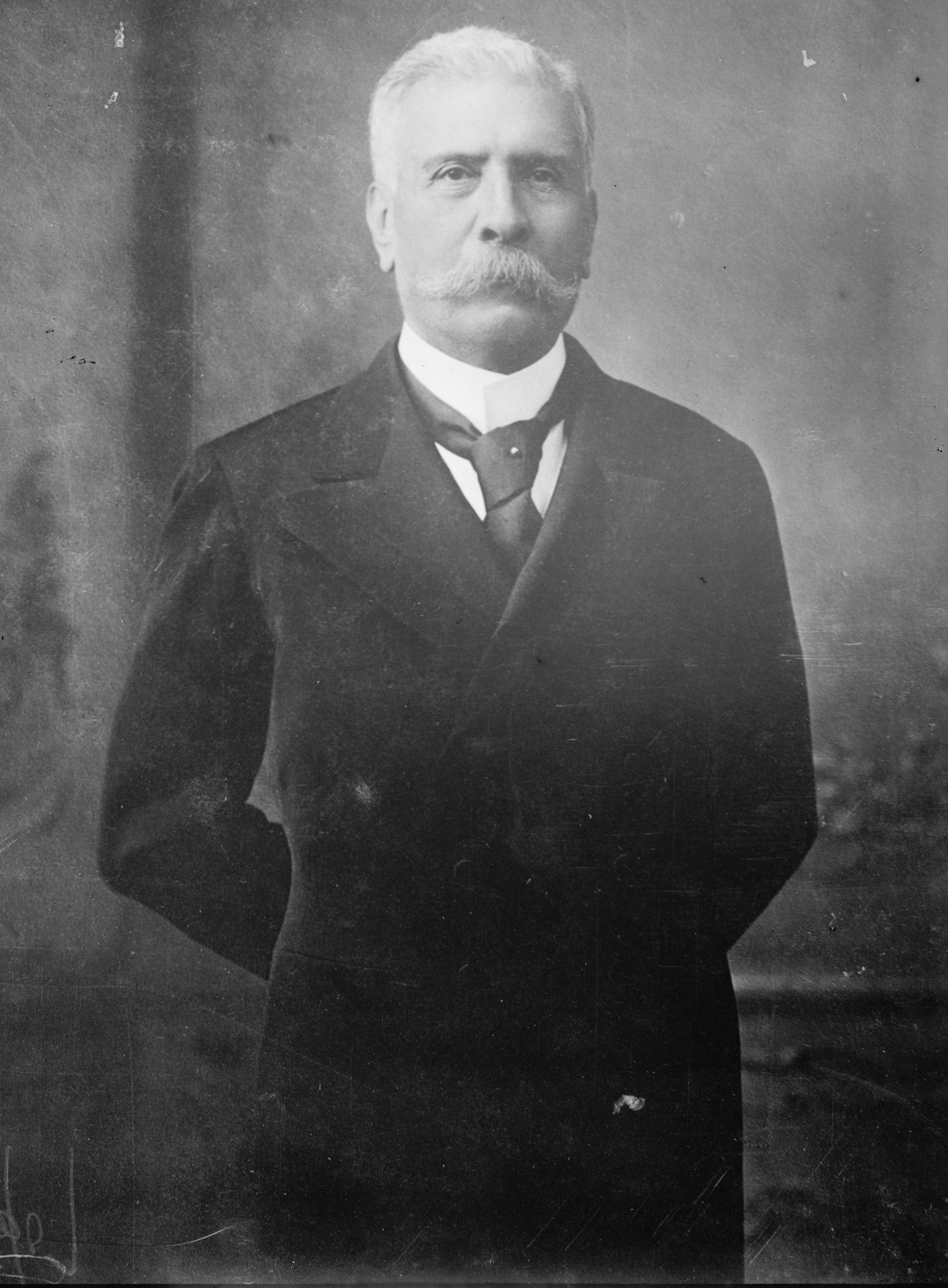
Gral. Porfirio Díaz Mori

En la Villa de Ojitlán municipio de San Lucas de Ojitlán, Tuxtepec fue proclamado el Plan de Tuxtepec el 10 de enero de 1876 por Porfirio Díaz con el propósito de derrocar a Sebastián Lerdo de Tejada. El manifiesto fue firmado también por el general Hermenegildo Sarmiento, quien era el jefe de la guarnición local y fue reformado por el Plan de Palo Blanco Tamaulipas, que reconocía al Gral. Porfirio Díaz como presidente.
Porfirio Díaz logró derrotar a las fuerzas de Lerdo de Tejada en Tecoac (Puebla), el 16 de noviembre de 1876, con lo que accedió al gobierno del México una semana más tarde.

### Revolución mexicana
En los tiempos de la Revolución, hacia el año 1910, la Villa de Tuxtepec era una población de casas grandes y blanquecinas, con artesón de teja y grandes ventanales y puertas para soportar el calor de la abundante selva de la zona. Tuxtepec contaba con una población de 5500 habitantes que crecía a lo largo de la ahora principal avenida Independencia y el conocido Paso Real, en donde arribaban las barcazas de vapor de la compañía de Navegación de los Ríos de la Costa del Sotavento, los cuales transportaban mercaderías desde Alvarado, Veracruz, navegando por el río Papaloapan.
La Revolución en la Cuenca del Papaloapan fue librada por el general Jesús Carranza Garza.
El 5 de mayo de 1928, Tuxtepec subió a la categoría de ciudad, siendo presidente municipal, Carlos Cruz Montiel, originario de la población de Tlacojalpan, Veracruz y quien durante el periodo de 1926 a 1928 formó parte de la Legislatura del Estado de Oaxaca como diputado local suplente. Asimismo, fue envenenado durante una comida de trabajo mientras se presentaba como candidato a la gubernatura del estado de Oaxaca.[cita requerida]

### Inundación de 1944
En 1944, Tuxtepec vivió una de las muchas catástrofes naturales de su historia, conocida en la prensa como la Tragedia de Tuxtepec.
La inundación de este lugar es aún recordada por los residentes por su aspecto tragedia y desgarrador, teniendo su fecha el 27 de septiembre. El diario El Universal dedicó un alarmante encabezado "Tuxtepec ha desaparecido prácticamente".

Los habitantes de Tuxtepec, solicitan auxilio porque no tienen que comer.

Las principales casas de la ciudad fueron arrasadas por la corriente del río, al igual que los edificios comerciales, perdiéndose todas las mercancías.

Las calles están intransitables y las casas que aún quedan en pie están llenas de escombros y las calles de hoyancos. Dentro de lo que eran habitaciones hay toneladas de arena en las que están sin duda, sepultados muchísimos cadáveres. 

El Papaloapan desbordó sus cauces por un frente estacionario en las costas de Oaxaca, Guerrero y Chiapas, provocando rachas de 15 m/s; lo que provocó que las aguas del río alcanzaran niveles de 4 hasta 9 metros de sobre la superficie de la ciudad. Los niveles del río perduraron por 3 días, al descender el nivel de agua, dio al descubierto numerosos cadáveres de animales y personas, restos de techos y construcciones.
Al quedar inundada la prisión de la ciudad, los presos pudieron escapar de ella, por lo que en este día se conmemora el Día del preso, dando libertad a alguno de los reclusos que la ciudad reclame.
La inundación afectó acerca de 500 000 hectáreas y causó daños por 30 millones de pesos mexicanos. En su momento fue declarada como la peor catástrofe del siglo, sin embargo, la inundación de 1969 fue la de mayores pérdidas económicas, solo superada por el Terremoto de 1985.
Durante esta tragedia, el estado de Veracruz fue el aprestó inmediatamente el auxilio y la ayuda humanitaria necesaria.
Mientras el presidente Manuel Ávila Camacho recorría toda la zona afectada acompañado por el gobernador de Oaxaca Vicente González Fernández, el de Veracruz Jorge Cerdán Lara, así como del secretario de gobernación Miguel Alemán Valdés. Los habitantes de la zona daban aplausos, vivas y ovaciones al gobernador veracruzano en agradecimiento a la ayuda inmediata que proporcionó, al contrario de su homólogo oaxaqueño, que fue totalmente ignorado.
Debido a las frecuentes inundaciones que provoca el Papaloapan, y siendo la inundación de 1944 el último incentivo, el gobierno federal emitió un Acuerdo Presidencial que declaraba de utilidad pública el estudio y construcción de las obras de control del río Papaloapan.

### Comisión del Papaloapan

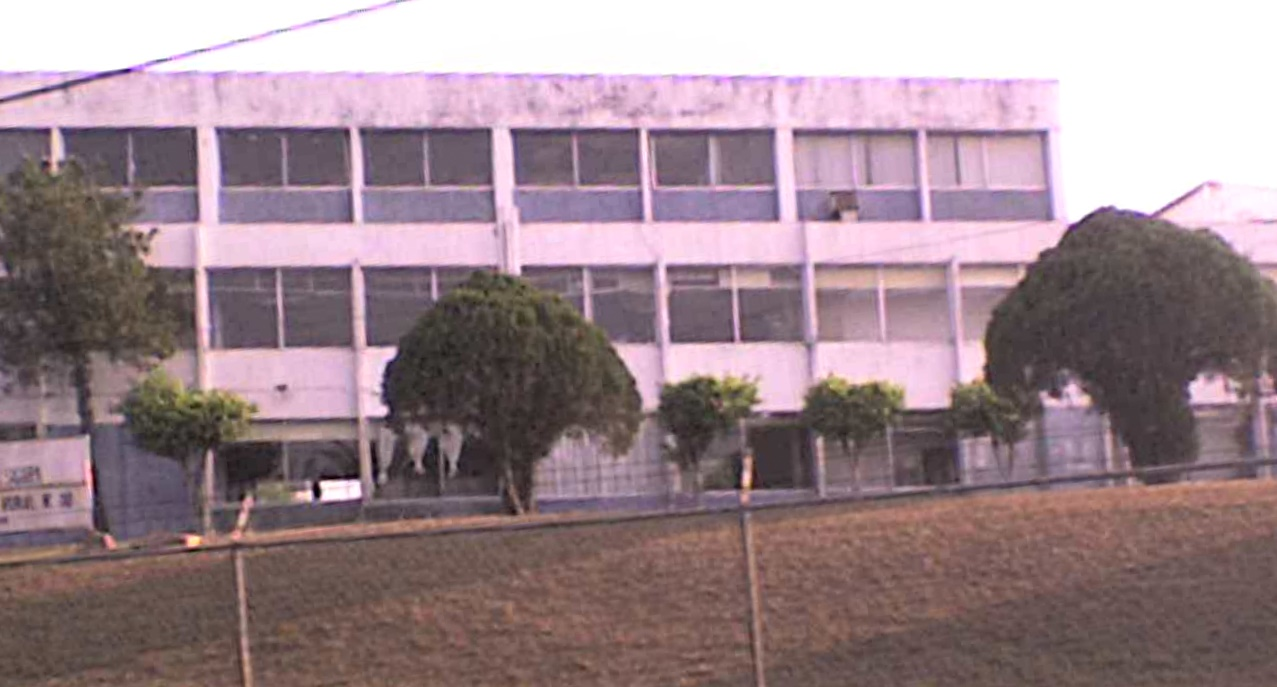
Edificio de la Ex-Comisión del Papaloapan

### Actualidad
Tuxtepec registró un crecimiento más acelerado en la década de 1980, debido al arribo de la Compañía Cervecera del Trópico S.A de C.V., con lo que la demanda de empleos incrementó, provocando la creación de nuevos centros educativos, como el Instituto Tecnológico de Tuxtepec.
Anteriormente el gobernador oaxaqueño, estaba representado por caciques, que ejercían el control de la Región, desempeñándose en este puesto Francisco Moreno, durante muchos años.
El Lic. Pérez Gasga, gobernador oaxaqueño, tuvo interés en la región y empezó a frecuentar la Cuenca del Papaloapan. Se construyó en terracería la carretera Tuxtepec-Oaxaca. Se instauró la fábrica de papel, cuyo fin sería el aprovechamiento de la madera proveniente de la sierra de Juárez.
Dada su ubicación geográfica, Tuxtepec tiende a identificarse más con el estado de Veracruz que con el de Oaxaca. Antes de 1958, la región era representada en los lunes del cerro por el "Fandango Jarocho". Fue entonces cuando el gobernador Alfonso Pérez Gasga decidió que se sustituyera este, por un bailable nuevo, con rasgos más oaxaqueños, creándose el bailable "Flor de Piña", que sería el que finalmente representaría a toda la región, dado que el anterior, parecía ser más veracruzano que oaxaqueño (aunque en realidad era cuenqueño).
En el sexenio del Lic. Rodolfo Brena Torres, quien con mayor frecuencia visitaba la zona de Tuxtepec, se estableció el molino de arroz silverio (hoy en remodelación), el Ingenio Adolfo López Mateos
y algunas empacadoras de piña en la ciudad de Loma Bonita.
Ya con el gobernador Dr. Víctor Bravo Ahuja, en Tuxtepec se dio un cambio totalmente, gracias a que el gobierno estatal empezó a tomar más en cuenta a la Región del Papaloapan, con un tuxtepecano en la gubernatura y posteriormente Secretario de Educación Pública, se impulsó al sector educativo creándose planteles de nivel superior, introducción de la luz mercurial, introducción y ampliación de la energía eléctrica a varias comunidades de la región, pavimentación de calles, pavimentación de la carretera Tuxtepec a Oaxaca, construcción de la carretera Tuxtepec a Palomares, la casa de la cultura (la cual en honor lleva su nombre), ampliación de la red de agua potable tanto en la ciudad como en toda la región.
En esa época, para los demás oaxaqueños visitar Tuxtepec era una novedad. En la actualidad, la ciudad ya está más integrada con la capital del Estado. Cabe mencionar que se acude a la capital oaxaqueña para asuntos políticos y de trabajo, los viajes más frecuentes de negocio y de placer se efectúan con Veracruz, Puebla y el DF.

Con el Internet y el fax ya está más unido a Oaxaca, pero por la vecindad, cercanía y punto geográfico con el Estado de Veracruz las costumbres e idiosincrasia tuxtepecana sigue siendo jarocha a un 90 %. Toda vez que un tuxtepecano visita el puerto de Veracruz o alguna otra ciudad circunvecina se identifica más que cuando visita la capital oaxaqueña, notando el cambio y la diferencia de los tuxtepecanos hacia Oaxaca, por sus costumbres, tradiciones, vocablos, tono de voz y gastronomía, muy distinta a la de los cuenqueños; y también a ellos les pasa lo mismo, cuando visitan la región.

## Geografía
El Municipio de San Juan Bautista Tuxtepec, se encuentra ubicada en la parte Norte del estado de Oaxaca, a una Latitud de 18º 19´ norte y 17º 48´ sur; y a una Longitud de 95° 51´ al este y 96° 19´ al oeste, en los límites del estado de Veracruz en la llamada Cuenca del Papaloapan, se localiza en la vertiente del Golfo de México a una altura aproximadamente de 11 metros sobre el nivel del mar, condiciones que determina un clima cálido y húmedo con temperatura alrededor de los 24,6 °C y un promedio de precipitación anual de 2307,7 mililitros. 
Cuenta con una extensión de 625,15 km²; su ubicación es ideal ya que cuenta con suficientes vías de comunicación que brindan acceso al Golfo, así como al Pacífico. El área comprendida por este municipio representa el 0,65 % de la superficie del estado de Oaxaca. Su situación geográfica brinda una disposición estratégica, ya que al norte colinda con el estado de Veracruz-Llave, al oeste con el municipio de Loma Bonita; al sur con los municipios de Loma Bonita, Santiago Jocotepec, Santa María Jacatepec, San José Chiltepec y San Lucas Ojitlán; al este con los municipios de San Lucas Ojitlán y Nuevo Soyaltepec.
| Parámetros climáticos promedio de San Juan Bautista Tuxtepec                                                                    | Parámetros climáticos promedio de San Juan Bautista Tuxtepec | Parámetros climáticos promedio de San Juan Bautista Tuxtepec | Parámetros climáticos promedio de San Juan Bautista Tuxtepec | Parámetros climáticos promedio de San Juan Bautista Tuxtepec | Parámetros climáticos promedio de San Juan Bautista Tuxtepec | Parámetros climáticos promedio de San Juan Bautista Tuxtepec | Parámetros climáticos promedio de San Juan Bautista Tuxtepec | Parámetros climáticos promedio de San Juan Bautista Tuxtepec | Parámetros climáticos promedio de San Juan Bautista Tuxtepec | Parámetros climáticos promedio de San Juan Bautista Tuxtepec | Parámetros climáticos promedio de San Juan Bautista Tuxtepec | Parámetros climáticos promedio de San Juan Bautista Tuxtepec | Parámetros climáticos promedio de San Juan Bautista Tuxtepec |
| Mes | Ene.                                                         | Feb.                                                         | Mar.                                                         | Abr.                                                         | May.                                                         | Jun.                                                         | Jul.                                                         | Ago.                                                         | Sep.                                                         | Oct.                                                         | Nov.                                                         | Dic.                                                         | Anual                                                        |
| --- | ------------------------------------------------------------ | ------------------------------------------------------------ | ------------------------------------------------------------ | ------------------------------------------------------------ | ------------------------------------------------------------ | ------------------------------------------------------------ | ------------------------------------------------------------ | ------------------------------------------------------------ | ------------------------------------------------------------ | ------------------------------------------------------------ | ------------------------------------------------------------ | ------------------------------------------------------------ | ------------------------------------------------------------ |
| Temp. máx. abs. (°C) | 31.5                                                         | 36                                                           | 40                                                           | 44                                                           | 41.5                                                         | 42                                                           | 36.5                                                         | 37                                                           | 37.5                                                         | 36                                                           | 33.5                                                         | 33                                                           | 44                                                           |
| Temp. máx. media (°C) | 26                                                           | 27.9                                                         | 30.2                                                         | 33.3                                                         | 35                                                           | 33.7                                                         | 32.5                                                         | 32.4                                                         | 32                                                           | 30.2                                                         | 26.4                                                         | 28.1                                                         | 30.6                                                         |
| Temp. media (°C) | 21.7                                                         | 22.9                                                         | 24.9                                                         | 27.4                                                         | 29                                                           | 28.4                                                         | 27.4                                                         | 27.5                                                         | 27.4                                                         | 26                                                           | 24                                                           | 22.4                                                         | 25.8                                                         |
| Temp. mín. media (°C) | 17.4                                                         | 18                                                           | 19.5                                                         | 21.5                                                         | 23.1                                                         | 23.1                                                         | 22.3                                                         | 22.5                                                         | 22.8                                                         | 21.7                                                         | 19.9                                                         | 18.3                                                         | 20.8                                                         |
| Temp. mín. abs. (°C) | 11                                                           | 11.5                                                         | 12.5                                                         | 13                                                           | 19                                                           | 19                                                           | 19                                                           | 18.5                                                         | 20.5                                                         | 14                                                           | 13.5                                                         | 10                                                           | 10                                                           |
| Precipitación total (mm) | 58                                                           | 34                                                           | 32                                                           | 38                                                           | 98                                                           | 289                                                          | 434                                                          | 417                                                          | 327                                                          | 213                                                          | 100                                                          | 41                                                           | 2078                                                         |
| Días de precipitaciones (≥ 1 mm)                                                                                                | 7.2                                                          | 5.2                                                          | 5.6                                                          | 4.3                                                          | 7.1                                                          | 14.4                                                         | 20.1                                                         | 18.9                                                         | 16.6                                                         | 12.6                                                         | 8.7                                                          | 7.4                                                          | 128.1                                                        |
| Fuente: http://www.weatherbase.com/weather/weather.php3?s=920294&cityname=San-Juan-Bautista-Tuxtepec-Oaxaca-Mexico&units=metric |                                                              |                                                              |                                                              |                                                              |                                                              |                                                              |                                                              |                                                              |                                                              |                                                              |                                                              |                                                              |                                                              |

Posee una orografía poco montañosa, ya que se encuentra la planicie costera del Golfo de México y las llanuras de Sotavento al norte y al sur la sierra chinanteca y la sierra de Juárez.
La flora actual es la que ha sobrevivido a la extinción de la selva originaria, pues con la finalidad de sembrar caña de azúcar se derribaron y quemaron en los años setenta aproximadamente cien mil hectáreas.

### Hidrografía

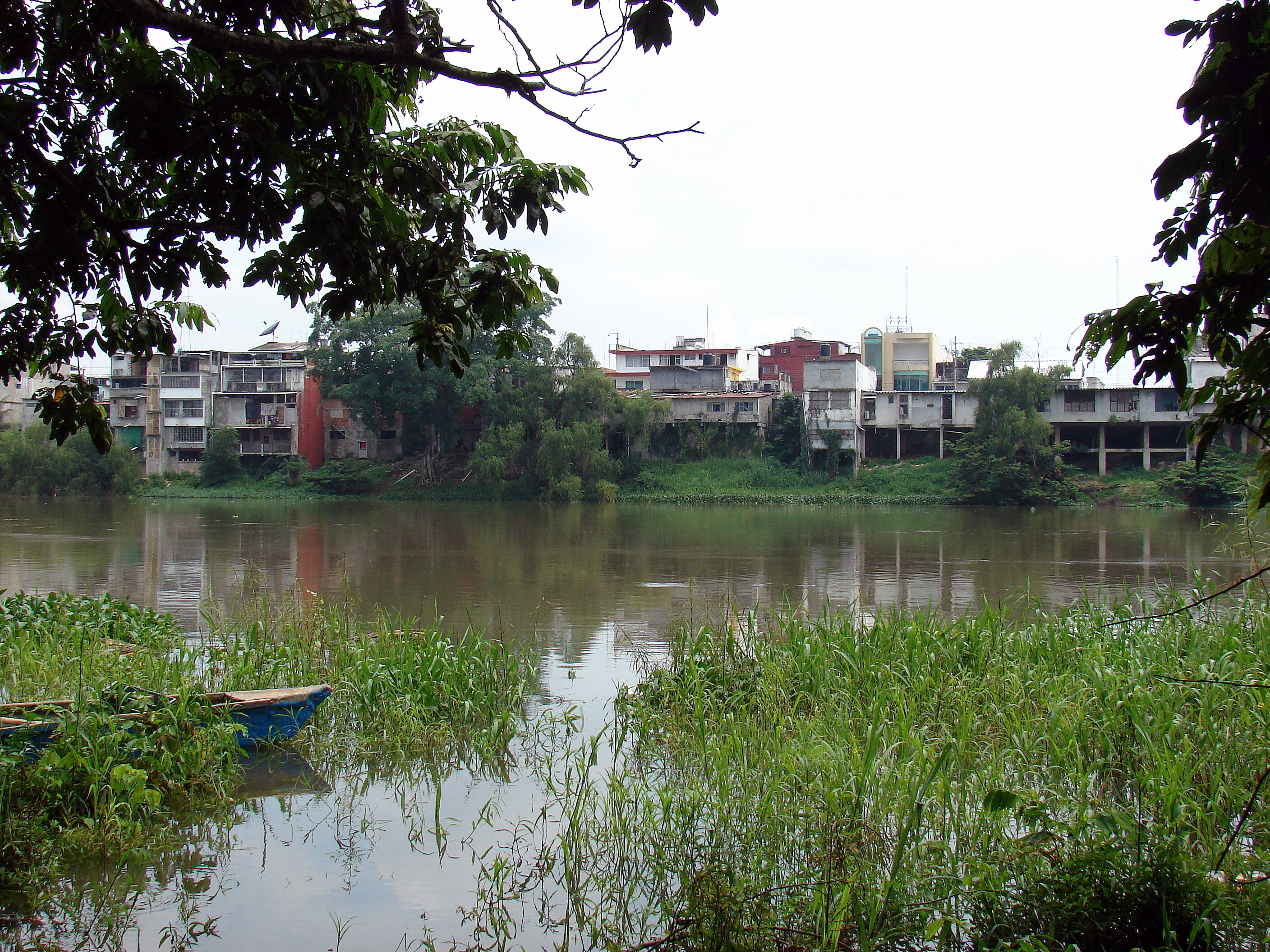
Tuxtepec a orillas del río Papaloapan

El municipio posee gran cantidad de recursos hídricos, por estar en una de las cuencas hidrológicas más importantes del país, la del Río Papaloapan. Este río, se abastece de otros como el río Tonto, el río Valle Nacional y el río Santo Domingo. Gracias a la capacidad de este, Tuxtepec y la región entera poseen numerosos manantiales y ojos de aguas, todos provenientes de la sierra Madre del Sur y la sierra de Juárez. La mayoría de estas aguas presentan un estado de contaminación elevado pues presentan de sedimentos, alcalinidad, elevada temperatura, cadmio, plomo y otros metales pesados.
En su territorio, se encuentran las presas Miguel Alemán y Miguel de la Madrid, que proveen el desarrollo de la Piscicultura y provee de energía eléctrica que abastece los estados de Veracruz, Oaxaca y Puebla.

### Demografía
La edad mediana de la población del municipio es de 24 años. En hombres, la edad mediana es de 23 años y en mujeres de 25. Obtuvo una tasa de crecimiento en el período comprendido 2000-2005 del 1,36 %, con un Índice de Desarrollo Humano de 0,769 y un Grado de Desarrollo Humano "MEDIO ALTO" en el año 2000.

### Gobierno
El gobierno del municipio de Tuxtepec tiene su sede en esta ciudad. Está integrado por el presidente Municipal, el Síndico primero, el Síndico segundo y las siguientes regidurías: Hacienda, Obras Públicas, Seguridad Pública, Educación, Comercio, Servicios Públicos, Gobernación, Desarrollo Productivo, Ecología, Bienes Municipales, Panteones, Ornato y Rastro.

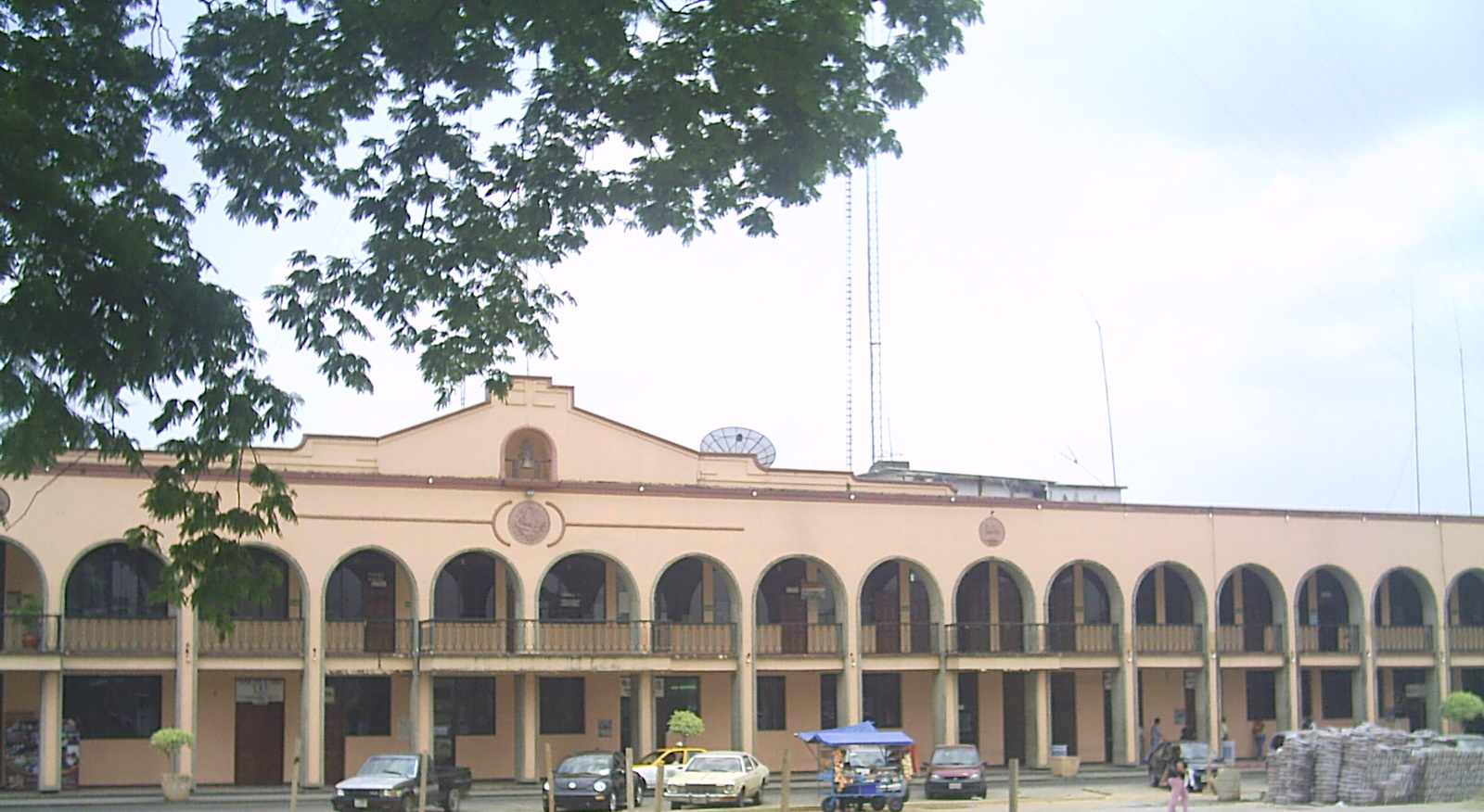
Palacio Municipal

Además de las agencias municipales de las localidades que integran el municipio y distintas dependencias federales y organizaciones no gubernamentales, que de igual forma, se encuentran asentadas en esta ciudad.

## Economía

### Agricultura

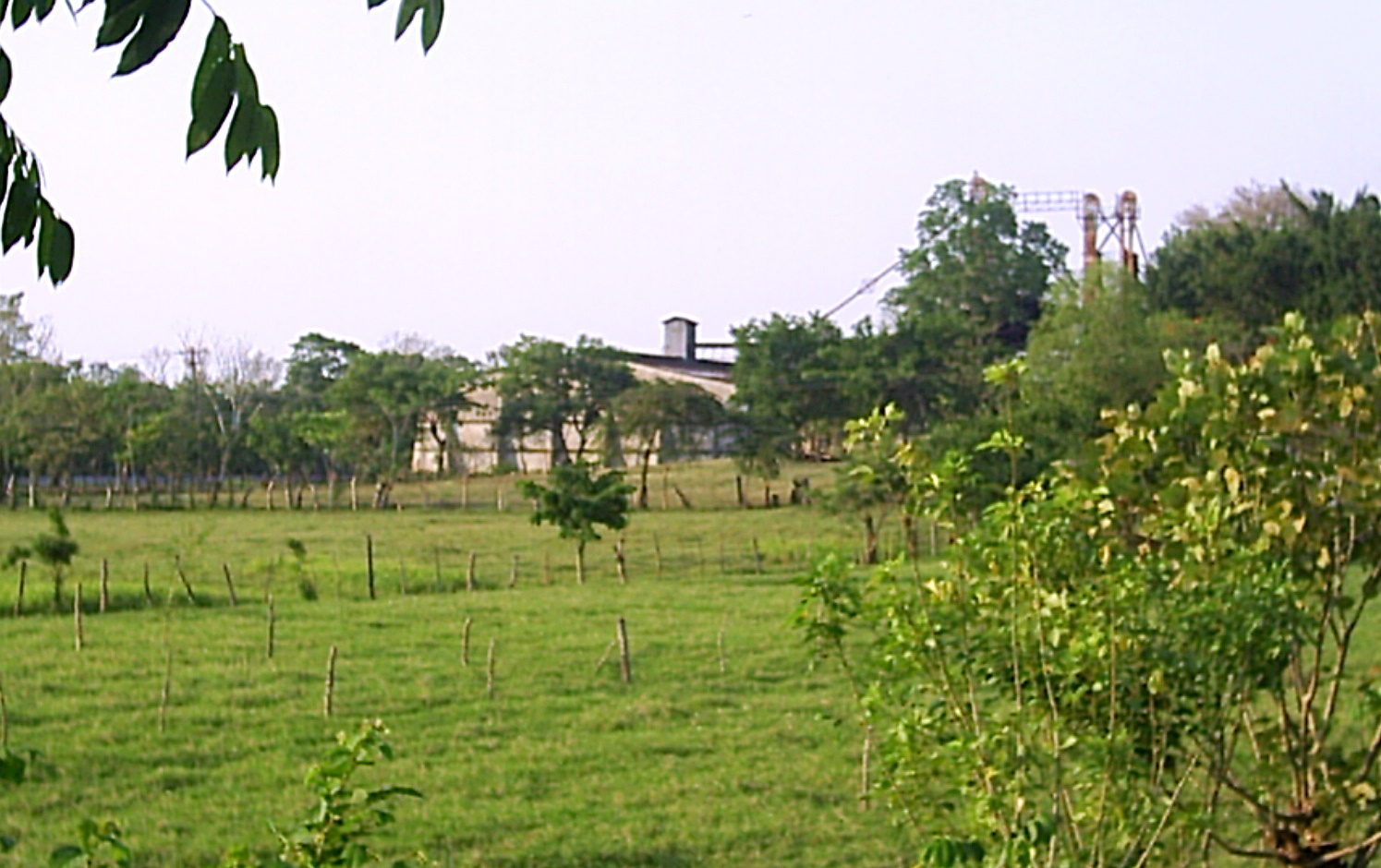
Campos de arroz de Tuxtepec

Por su privilegiada naturaleza, similar a la del estado de Veracruz, con exuberante vegetación, abundante agua y clima cálido húmedo, Tuxtepec tiene una alta producción de caña de azúcar y productos frutícolas, como lo son el plátano, mango, piña, aguacate, malanga, diversas clases de cítricos, plantios de hule; además de granos como lo son el arroz y café. También sobresale la producción de chile verde, frijol y maíz.
La evolución de la agricultura en Tuxtepec se vio marcada por los periodos de cultivos tradicionales, la explotación hacendaria y la época de oro verde (plátano roatán y macho) y la respuesta agrícola local que fomentaban el mejoramiento de los cultivos, principalmente de caña de azúcar y plátano. En la actualidad se ha promovido bastante la siembra del lichi.

### Ganadería
La ganadería es otra de las actividades importantes del municipio, debido a la gran cantidad de pastos naturales que permiten el pastoreo y la cría de ganado de forma sencilla y eficiente. La ganadería de Tuxtepec se acrecentó a partir de la década de 1940 y se convirtió en un componente básico de la localidad a partir del siglo XIX. Destaca la producción de ganado bovino y la cría de aves de corral.

### Pesca
La piscicultura es una de las actividades más arraigadas en el municipio; en los comienzos de la ciudad mantuvo un crecimiento constante y se consideraba dentro de las principales actividades de la región, durante el periodo que estuvo como vocal ejecutivo de la Comisión del Papaloapan de 1973 a 1984 el Ing. Jorge L Tamayo, fueron traídas de Japón la crías de mojarras y depositadas en el embalse de la presa Miguel Alemán (Temascal) para su reproducción, especies de mojarra cuya carne es fina y apreciada. La actividad pesquera se vio disminuida por la contaminación y asolve de río, y por la diversificación de otras actividades que propiciaron esto, como la industria.Debido a la alta contaminación del río Papaloapan las especies que lo habitan son incomestibles. De hecho, la pesca se practica en los embalses de las presas Miguel Alemán y Miguel de la Madrid. Se capturan las especies tilapia, tenhuayaca y criolla o colorada. Asimismo, se ha promovido cada vez más la creación de estanques de mojarra tilapia en las comunidades, lo que ha servido como una importante fuente de ingresos para la economía rural del municipio. También esta actividad se desarrolla en los pocos afluentes naturales limpios que posee el municipio y la región cada vez más amenazados por la contaminación de residuos pesticidas utilizados en la agricultura.

### Servicios
La ciudad y el municipio cuenta con una gran gama de servicios de atención que benefician a la población del estado. En cuanto a la salud, este servicio es proporcionado por 16 unidades médicas de salud, 2 del Instituto Mexicano del Seguro Social (IMSS, una del ISSSTE, una del IMSS-Solidaridad, 11 de la Secretaría de Salubridad y Asistencia (SSA), 12 casas de salud, una clínica hospital de la Cruz Roja Mexicana y además numerosas clínicas hospitales particulares; dispensarios médicos y además de numerosas clínicas particulares (unas de las más reconocidas son la clínica "San Juan" y el "Centro de Especialidades Médicas Fentanez"), que brindan a la población los servicios de salud que la población necesita; sin embargo, cabe mencionar que estos servicios, por la numerosa y creciente población de Tuxtepec, se han visto rebasados por la demanda, que también le es exigido por los población de los municipios circunvecinos, por lo que el Instituto Mexicano del Seguro Social ha concretado un proyecto de construcción de un nuevo Hospital Regional de la zona, pero el proyecto tomará tiempo aún en cristalizarse.

### Comercio

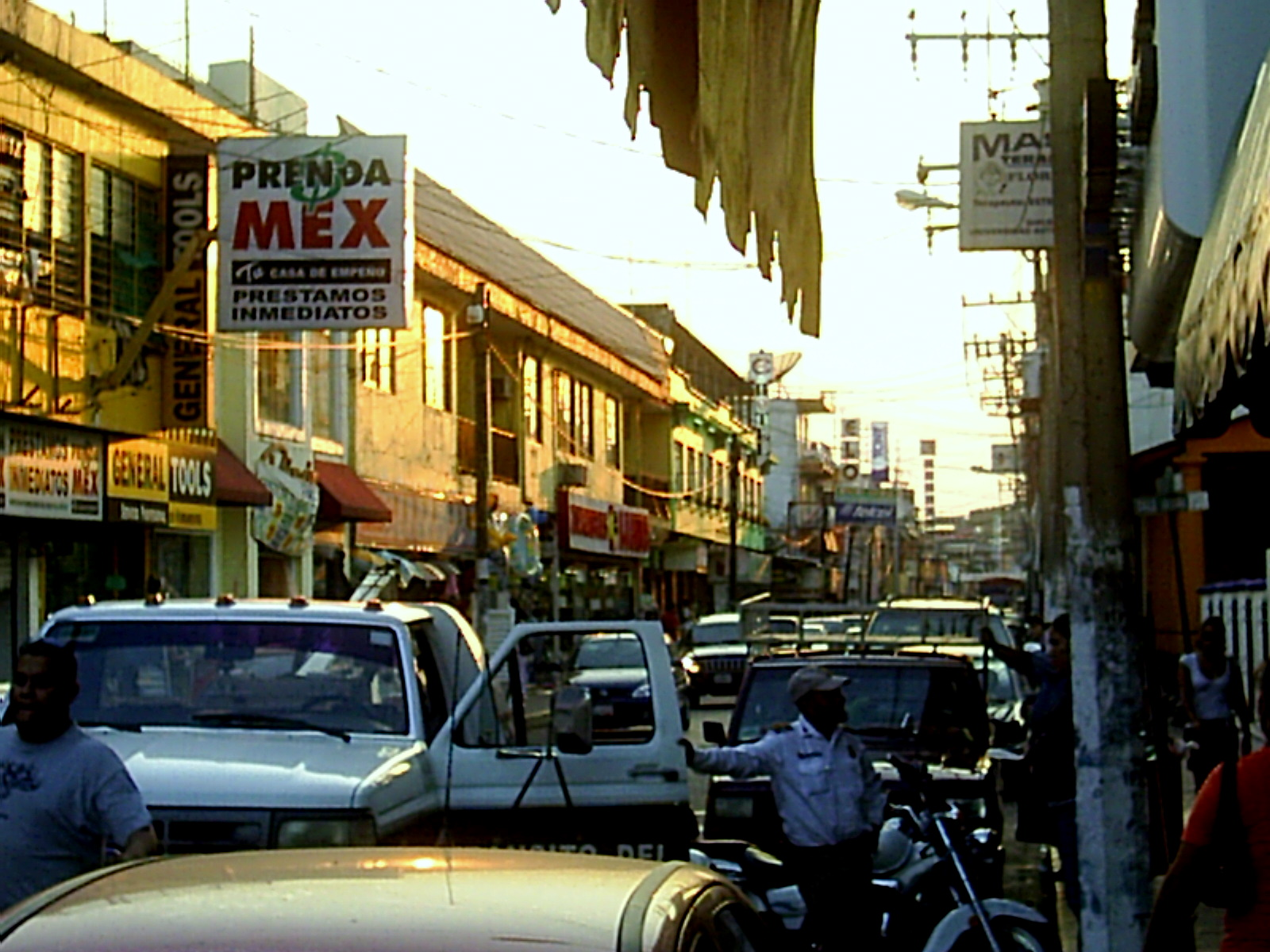
Avenida Independencia

El comercio de Tuxtepec es la actividad más importante y de mayor crecimiento. La ciudad de Tuxtepec es el polo comercial más importante de la Región de la Cuenca del Papaloapan. Tal es la importancia para el comercio en Tuxtepec que el 80 % de la población se dedica a la actividad comercial.
Tuxtepec mantiene relaciones comerciales más frecuentes con los estados de Veracruz, Puebla y la Ciudad de México y poco frecuentes con las ciudades de Oaxaca de Juárez, Guadalajara y Monterrey.
Se ha convertido en el punto de reunión principal para las actividades de compra/venta de los lugares circunvecinos. El comercio está integrado por la mayoría de las formas de este, contando con centros distribuidores de electrodomésticos, tiendas departamentales, grandes supermercados (tanto nacionales como extranjeros) y diversas compañías distribuidoras de todo tipo, igualmente nacionales y extranjeras.
Siendo de esta manera que existen 4 mercados municipales, 3 tianguis y un gran número de establecimientos comerciales de todo tipo. Por su actividad comercial, sobresalen en la ciudad las Avenidas: Independencia, 20 de noviembre, 5 de Mayo y Libertad, que laboran durante todo el día.

### Turismo

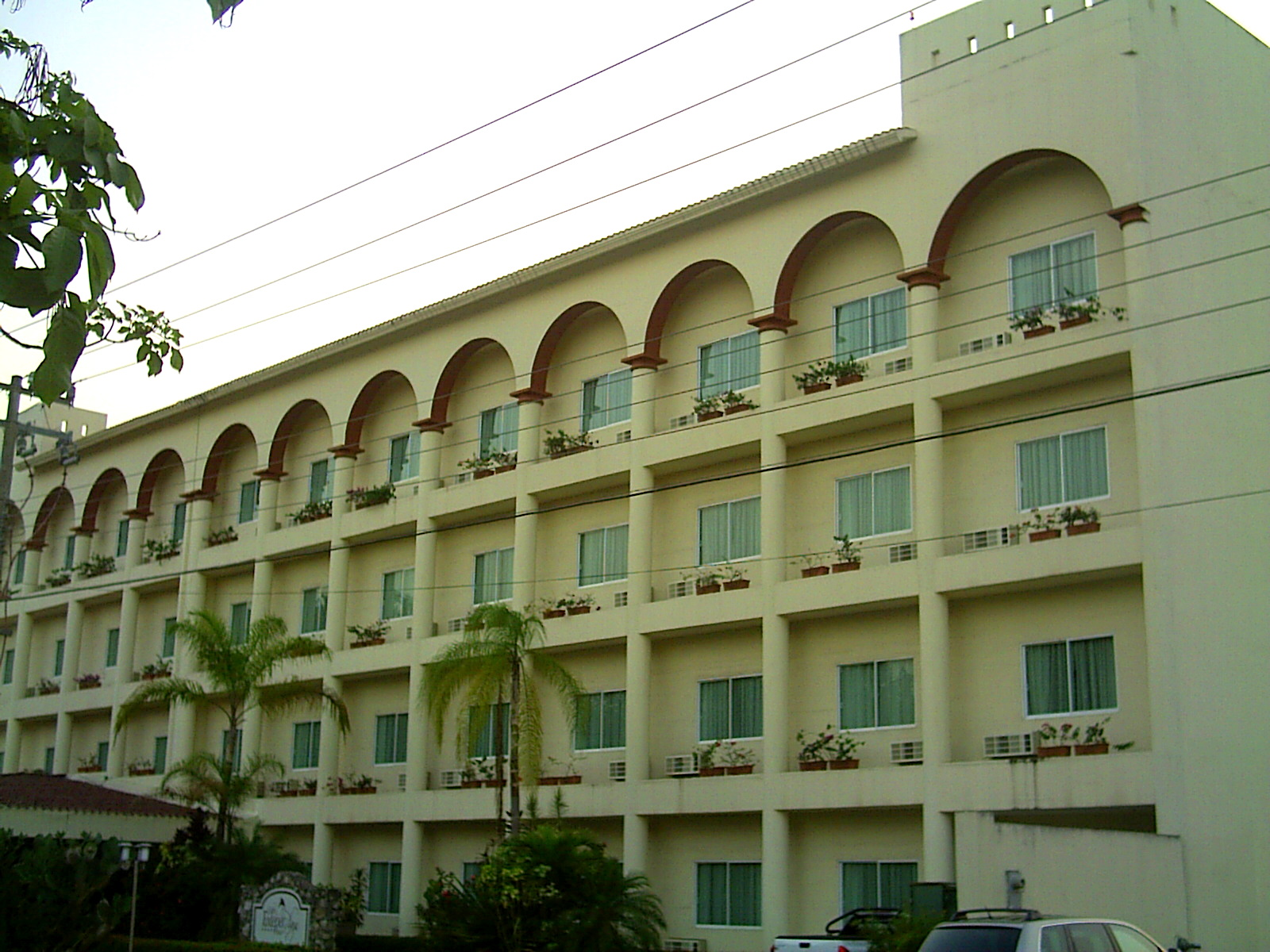
Hotel Gran Plaza Tuxtepec

Dentro de la zona del municipio, el desarrollo de esta actividad económica no se ha visto del todo aprovechada, a pesar de las muchas bellezas naturales existentes. El turismo se ha visto limitado a las visitas a las industrias y a los centros comerciales.
Dentro de las actividades promocionales se encuentran las Fiestas de Mayo, donde se lleva a cabo la Feria de la ciudad, donde año con año tienen participación artistas de fama nacional e internacional; siendo un espectáculo también para la difusión de sus producciones, como lo son la exposición ganadera y cervecera.
En la ciudad se llevan eventos de promoción para la difusión de la misma región, como son los encuentros de versadores, de soneros, poetas y decimistas tuxtepecanos. Además de su Nauticopa, que se lleva a cabo desde 1970 en el río Tonto, la administración reciente, viendo que el río Papaloapan está prácticamente en extinción, trasladó el evento a la Presa Miguel de la Madrid, llevado así las ediciones de 2004 y 2007, que contó con una visita de 8 a 10 mil personas por día.
Las Cascadas de Bethania son caídas de aguas cristalinas ubicadas en la localidad de Bethania a 24 km de la ciudad, en la carretera Tuxtepec-Palomares. Es muy bello el Muro Boulevard con sus zonas verdes a la orilla del río.
La principal ruta turística que posee es el antes mencionado Muro Boulevard, que con sus 5 km bordea la parte norte de la ciudad y da una panorámica del río Papaloapan. En él se encuentran numerosos restaurantes, centros nocturnos, comercios, además del centro recreativo El Flamenco, que con desarrollo municipal es uno de los principales centros de esparcimiento del municipio pensado en la población infantil. Existen también numerosas construcciones que se conservan a pesar de la inundación del '44 y de la industrialización de Tuxtepec.
La infraestructura de sus hoteles da al municipio la capacidad de 990 habitaciones, que van desde posadas, hasta hoteles de 4 estrellas; para satisfacer no solo al incipiente turismo, sino a la demanda de este servicio por la industria y el comercio. 
Además, se encuentran otros numerosos arroyos que son invadidos de turistas (principalmente locales) y, recientemente, nacionales en los calurosos meses de abril y mayo. Arroyos como el “naranjal”, ubicado en la localidad de San Isidro Naranjal está situado en el Municipio de San José Chiltepec (en el estado de Oaxaca) y además el conocido como el ojo del agua “el zuzul”, ubicado en el municipio de santa María Jacatepec de Oaxaca.

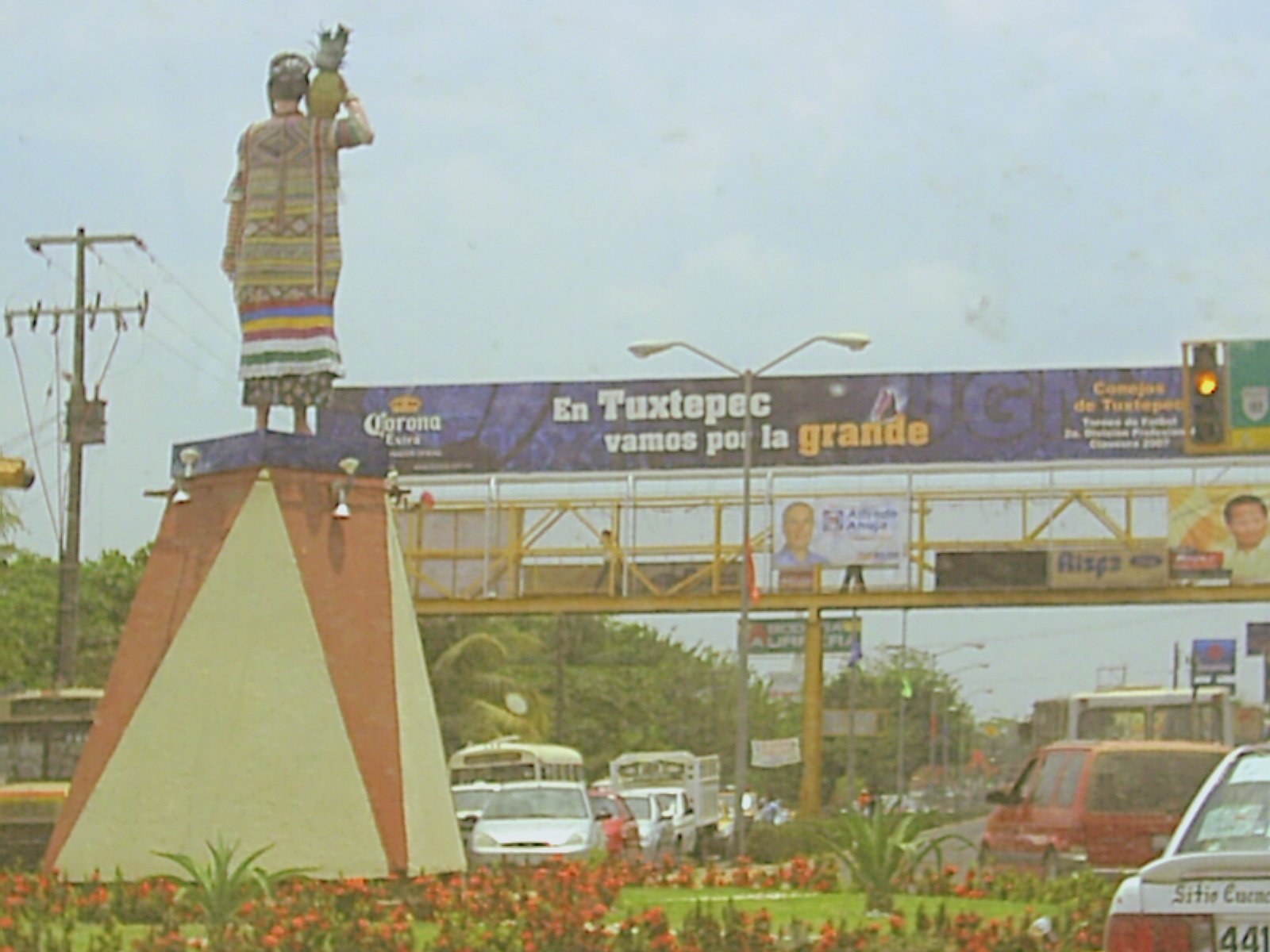
Blvd. Benito Juárez

### Parques
La ciudad de Tuxtepec posee cuatro parques municipales:
- Parque Juárez, principal parque del municipio, en donde se ubica el kiosco de la ciudad, el Palacio Municipal, la Catedral y la Cámara de Comercio.
- Parque Hidalgo, también conocido como Parque La Piragua, por ubicarse en la colonia La Piragua, es la más austral de los tres; posee una infraestructura más moderna que el resto, al menos, hasta la culminación de los trabajos de remodelación del parque Juárez; en él se encuentra la Biblioteca Municipal, la Estación de Policía Municipal, la Parroquia de Guadalupe, y ha sido sede de múltiples eventos, como una serie de conciertos de bandas nacionales, artistas populacheros de nivel internacional, y exposiciones estatales, ferias de libro, etcétera.
- Parque Carranza es el parque que posee la menor extensión, y por lo tanto, menor infraestructura. Tiene como atractivos juegos mecánicos infantiles y se encuentra cerca la Clínica San Juan Bautista, la segunda clínica particular más importante de la ciudad, la Escuela Secundaria Técnica N.º 2 y el Jardín de Niños.

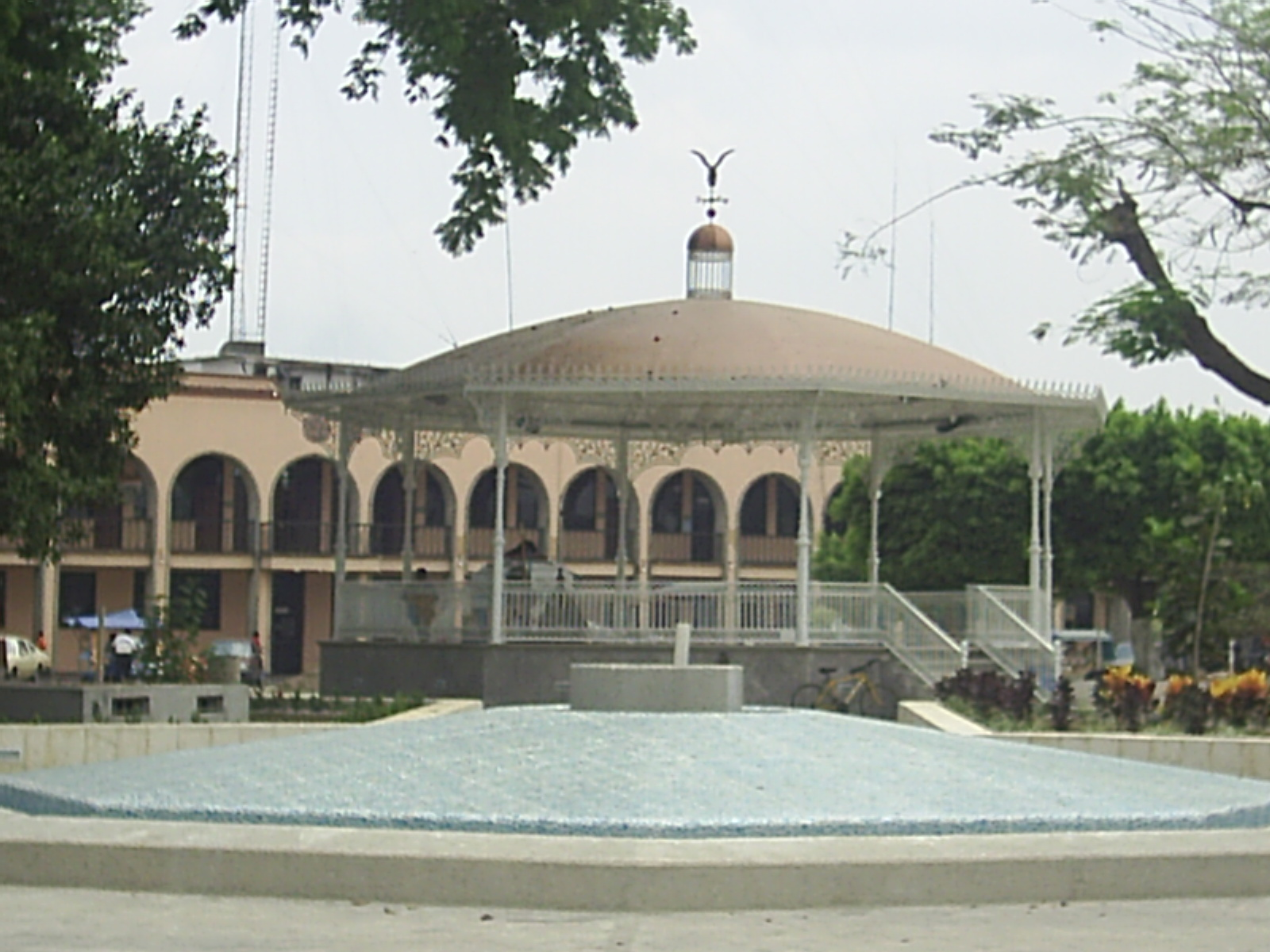
Parque Benito Juárez

- Parque Cincuentenario, ubicado en Blvd. Ávila Cámacho esquina Roberto Colorado.

- Parque Lineal Boulevard Benito Juárez es el nuevo parque que se construyó en la zona del CBTIS 107 a un lado del boulevard Benito Juárez. Este andador vial cuenta con un monumento a Benito Juárez García, una fuente y bancas; esto para darle un mayor valor estético a esta arteria.

- Parque Felipe Matías Velasco, ubicado en la rivera izquierda del río Papaloapan en el centro de Tuxtepec, al otro lado del Paso Real.

### Teatros

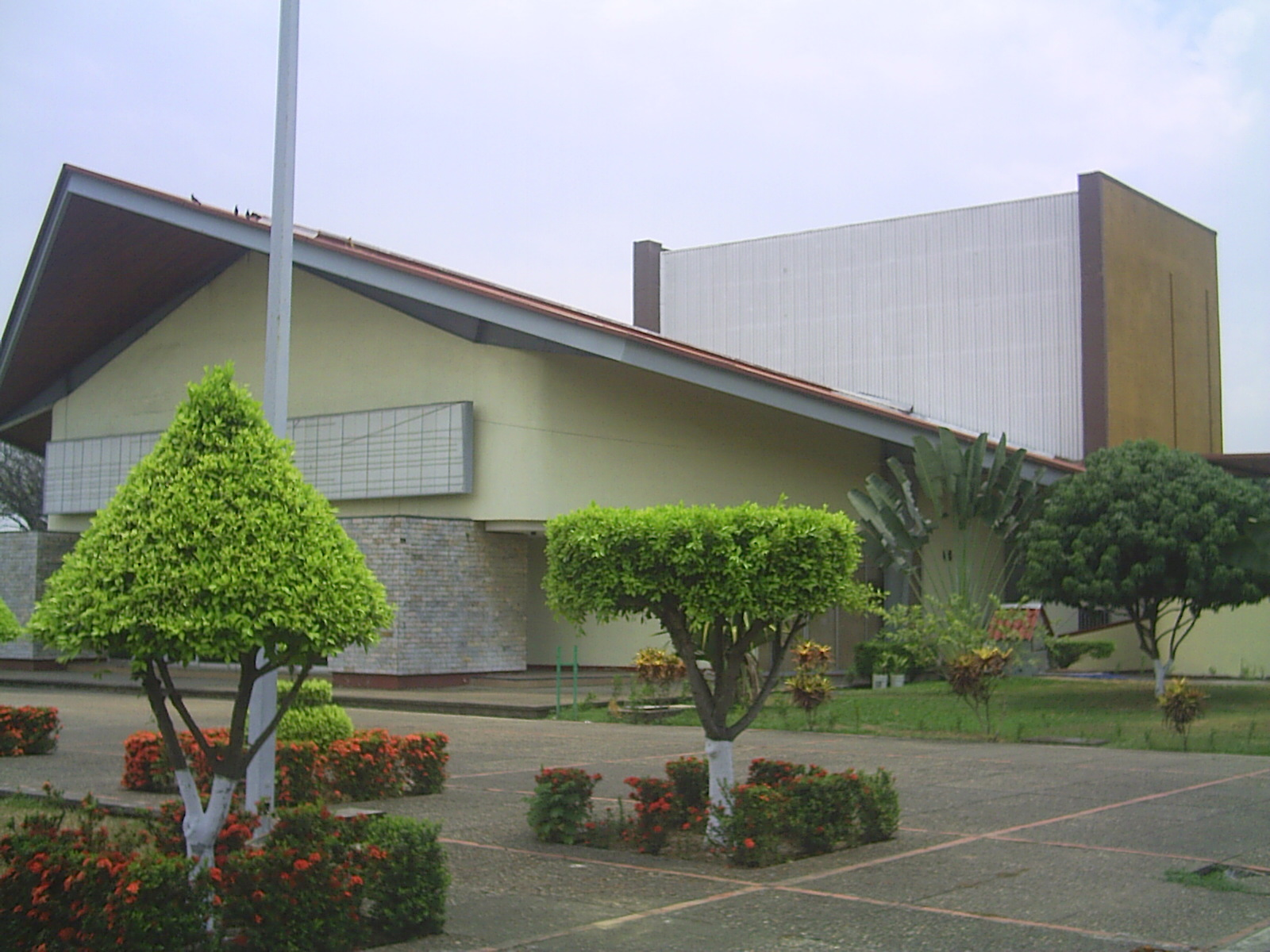
Auditorio Casa de la Cultura

La ciudad posee dos edificios que en algún momento fueron pensados como teatro; el Teatro Hidalgo y el Auditorio de la Casa de la Cultura.
El primero, en el centro de la ciudad, tiene muchas décadas que no funciona como teatro, ni está habilitado para tal efecto, ya que en sus tiempos fue sala cinematográfica, todavía se alcanzó a exhibirse películas conocidas del cine mudo y espectáculos artísticos. Durante la década de 1950 y década de 1960 funcionó como arena de box, fue escenario de grandes peleas entre boxeadores tuxtepecanos, veracruzanos y de otras partes del país. Ahí tuvo muchas presentaciones un boxeador tuxtepecano apodado "El Negro Churrero", quien llegó a ser campeón del sureste enfrentándose a oponentes de Veracruz, Tabasco, Chiapas, Oaxaca, Campeche, logrando obtener buenas victorias.
Entre los años 1975 y 1982 fue ocupado como cuartel militar. En la planta alta fue ocupada por algún tiempo, por las oficinas del PRI y la CNOP.
Desde la década de 1940 hasta 1980 funcionó el cine teatro "Pardo", ubicado en la avenida Independencia llamado "paso real" también en sus tiempos fue protagonista de importantes eventos, (ya desaparecido).
El Auditorio de la Casa de la Cultura es el más grande moderno e importante del municipio. Con una localidad de 750 personas, es sede de múltiples eventos de los más destacados en el ámbito político, social, cultural y de espectáculo; por su facilidad de acceso y cómoda infraestructura. Sin embargo, son muy escasas las obras teatrales que se presentan.

## Medios de comunicación

### Transporte

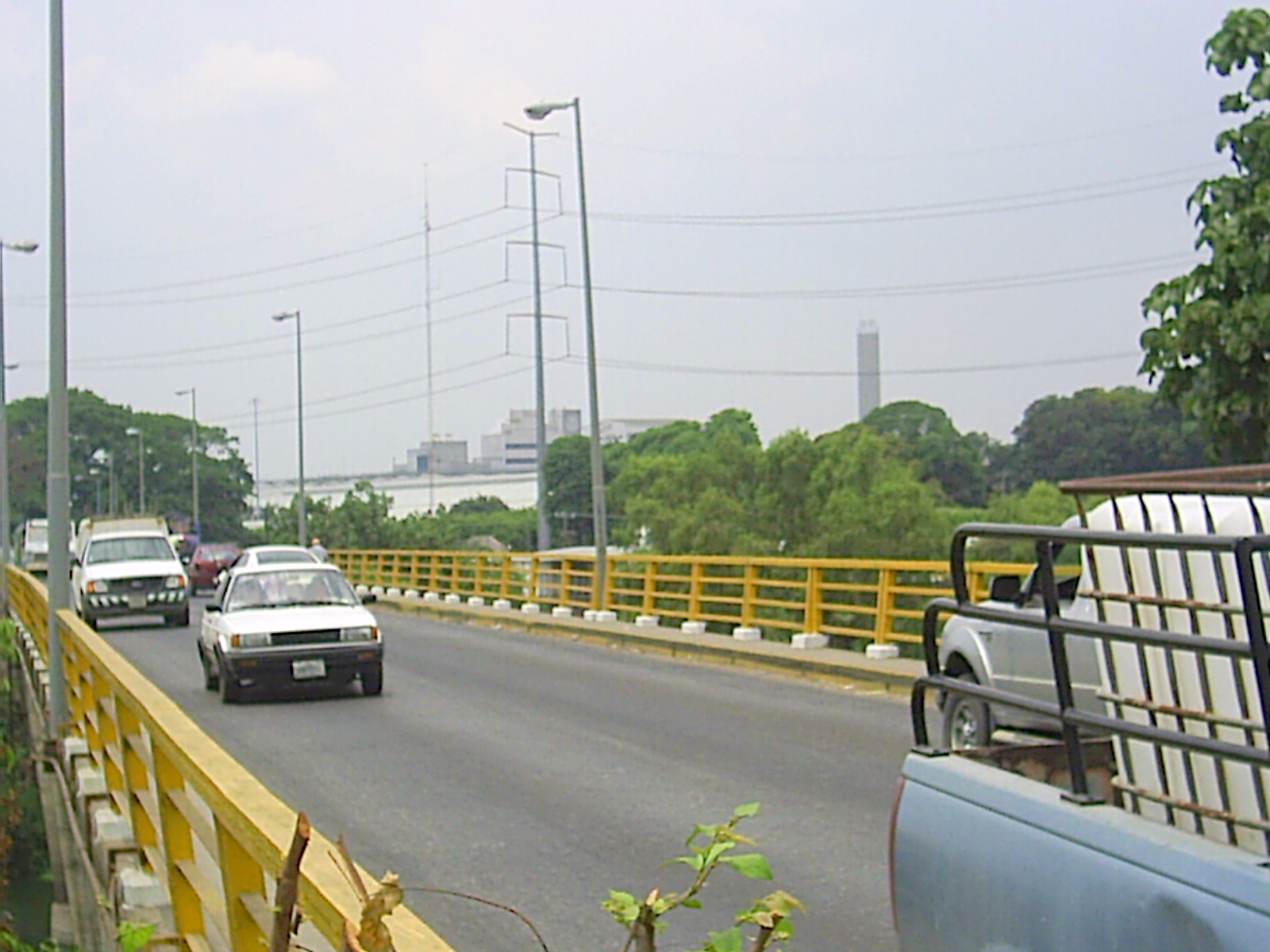
Puente Tuxtepec

Tuxtepec cuenta con numerosos líneas de autobuses; autobuses locales del estado de Veracruz, como la línea TRV (Transportes Rápidos de Veracruz), de nivel nacional como y del estado, como lo es Oaxaca-Istmo. El transporte público cuenta de numerosas líneas de transporte urbanos, la primera línea de transportes urbanos de Tuxtepec, fue puesta en servicio en la década de los años 60, se cuenta con los servicios de taxis, y una embarcación que ofrece viajes de Tuxtepec a San Bartolo, cruzando el río Papaloapan.
Posee una terminal de autobuses pertenecientes al Grupo ADO y una terminal para autobuses de segunda categoría, proyecto que no ha logrado concluirse.
La red de carreteras la comunica con Oaxaca de Juárez por la MEX 175, la Carretera Tuxtepec-Agua Fría, y la carretera Tuxtepec-Jalapa de Díaz. La ciudad, al verse rodeada por los ríos Papaloapan y Tonto, posee tres puentes sobre el Papaloapan y uno sobre el Tonto:
- el Puente Tuxtepec, que comunica a la carretera Tuxtepec-Oaxaca;
- el Puente San Bartolo, que comunica a la ciudad con la población de San Bartolo, y
- el Puente Caracol, que sirve de frontera con el estado de Veracruz; además de un puente peatonal sobre el Papaloapan que comunica también con San Bartolo.

En el 2009, empezaron la construcción de un nuevo puente, conocido como "Puente Tuxtepec II", que servirá para desahogar el tráfico en la zona de enlace entre la Cervecera del Trópico y el IMSS, que es el principal acceso de la ciudad. Este estará a un lado del actual "Puente Tuxtepec", formando parte del boulevard Benito Juárez y servirá como acceso para salir de la ciudad. Este puente no solo servirá para equilibrar el tráfico de esta zona, sino también para darle una imagen más estética a la ciudad.

### Radiodifusión
El municipio de Tuxtepec cuenta con dos estaciones de radio, ambas con una potencia de 25 kW cada una, pertenecientes a la Organización Radiofónica del Papaloapan y en Cosamaloapan la XEFU en el 630 de AM, además de las frecuencias retransmisoras en la 1490 AM, perteneciente a la ORP, la XETUX en el 1110 AM de La Señal de Oaxaca; y en FM se sintoniza frecuentemente RadioMás de Veracruz, que forma parte de RadioTelevisión de Veracruz, así como EXA FM 101.3, estación afiliada a MVS RADIO, perteneciente a Radio Casandoo, de Grupo Rojaz.

### Televisión
El medio televisivo es relativamente nuevo en la región, y surgió con un canal de paga en el año 2000, que brinda programas de entretenimiento, noticieros, cultura espectáculos y deportes. 
La empresa ERSA Multimedios, surgida a mediados de la primera década del siglo XXI, produce el portal de noticias www.tvbus.tv que además es proveedor de programas de televisión a la región (Valle Nacional, Loma Bonita, José Azueta, Cd Isla y Tuxtepec) mediante los sistemas de televisión de paga de dichas ciudades. 
Existen un noticiero: "Red informativa", producido por ERSA Comunicaciones quien con TeleT coproducen un programa de análisis trasmitido en vivo los miércoles con la participación de líderes de opinión y analistas entre los que destacan: José Antonio Márquez, Antonio Moreno, Luis Fernando Paredes Porras, Santiago Méndez y Miguel Ángel Váquez.
Otros programas que se aprecian son "Parando Oreja" y "Llegó la hora" ambos de un formato de revista del mundo del espectáculo.
El programa cultural "Préstame tu Recuerdo" producido por el Centro para el Desarrollo de las Inteligencias Múltiples, CDEIM y conducido por Sergio Hernández Cruz y Luis Fernando Paredes Porras, cumplió en marzo del 2016 sus primeros 5 años al aire bajo el concepto de televisión minimalista.

### Medios escritos
Los medios escritos de la región, como son los diarios, semanarios, revistas, libros; son la forma de difusión más popular en la región. Los Periódicos Noticias Voz e Imagen de la Cuenca, Visión de la Cuenca y El Piñero de la Cuenca son los diarios de mayor circulación en la región, el primero posee sus oficinas centrales a un costado del Palacio Municipal, el segundo es el primer periódico gratuito en la región y el tercero en la ciudad piñera de Loma Bonita. A la fecha las Universidades públicas tienen pendiente aún la labor editorial correspondiente. Han existido otros medios impresos que dieron cuenta de las noticias pero al no haber hemeroteca en la ciudad no se cuenta con este material. Circula la revista "Sonar".
Entre los libros publicados en 2013 tenemos la colección Arte letra que, compilada por Edith Lira Vázquez, reúne once obras individuales, todas ellas escritas en Décima por jóvenes poetas tuxtepecanos; Historia de un pueblo que no existe en los libros de historia colección de cuentos de José Samuel Aguilera Vázquez editado por SECULTA; Las fiestas patronales de San Juan Bautista Colección Arte Letra, así como Elogio a San Juan del Río, ambas del mismo autor. En años anteriores se publicó "Tuxtepec ante la historia" de Tomás García; "El agua desencajada" de Antonio Ávila Galán y "Que tal si no" de José Samuel Aguilera Vázquez.
Otros libros publicados en años anteriores son: en el 2008 del escritor Sabino Pérez Ramírez "El Laberinto" y de él mismo en el año 2004 "Escamas de Luna"; dos antologías poéticas de los Encuentros Internacionales de Mujeres Poetas en la Cuenca del Papaloapan 2013 y 2014 respectivamente.
Tuxtepec posee cuando menos cuatro cronistas que le han dado realce a la ciudad por sus vastas coberturas de la historia cotidiana de la región. Felipe Matías Velasco que ha contribuido en la conservación de las tradiciones tuxtepecanas y nombrado oficilamente cronista costubrista, el Ing. Antonio Ávila Galán, el Lic. Julián Domingo España Solís y el joven Luis Antonio Rodríguez Pulido quien aporta la particularidad de hacer crónica en Décima espinela. Sin embargo no existe un trabajo completo de crónica del municipio o de la cabecera al día de hoy, contribuye a esta debilidad la inexistencia de un archivo municipal.

## Educación
La ciudad de Tuxtepec es de los municipios del estado de Oaxaca que ofrece un gran número de oportunidades en sus diferentes modalidades de las Instituciones Educativas. Funcionan en la ciudad Estancias Infantiles pertenecientes a la red de estancias infantiles de la SEDESOL. Guarderías de niños subrogadas por el IMSS, públicas del ISSSTE y particulares. Jardines de Niños públicos y particulares, escuelas primarias, dentro de las que destaca, la Escuela Primaria Roberto Colorado una de las más antiguas de la ciudad y que actualmente cuenta con clases extra curriculares de computación e inglés, mismas que han sido posibles gracias al esfuerzo conjunto de los padres de familia y dirección del plantel, secundarias, de educación media superior y superior. Además del Centro de Capacitación para el Trabajo e instituciones privadas que brindan servicio de enseñanzas de todos los niveles y numerosas academias de música, inglés, computación, danza, entre otros.
| Educación del Municipio de San Juan Bautista Tuxtepec |                  |                                       |                                            |                                                            |                                                    |                               |
| Municipio                                             | Población (2005) | Población de 15 años y más analfabeta | Población de 15 años y más sin escolaridad | Población de 15 años y más con educación básica incompleta | Población de 15 años y más con educación posbásica | Grado Promedio de escolaridad |
| San Juan Bautista Tuxtepec                            | 144,555          | 11,286                                | 10,536                                     | 20,553                                                     | 26,552                                             | 7.51                          |

### Principales escuelas de nivel medio-superior
Se cuenta con el servicio de educación media dentro del cual encontramos las siguientes escuelas:
Públicas:
- Centro de Bachillerato Tecnológico industrial y de servicios n.º 107 (CBTis 107)
- Colegio de Bachilleres del Estado de Oaxaca n.º 07
- Colegio Nacional de Educación Profesional Técnica N.º 157
- Centro de Bachillerato Tecnológico Forestal
- Centro de Bachillerato Tecnológico Agropecuario

Privadas:
- Universidad Hispano http://www.universidadhispano.edu.mx/index2.php Archivado el 10 de mayo de 2017 en Wayback Machine.
- Preparatoria Carlos Fuentes
- Preparatoria Panamericana
- Bachillerato Tecnológico Moisés Sáenz (BATEMS)
- Universidad Madero (UMAD) Modalidad Preparatoria
- Preparatoria Benemérito de las Américas.

### Principales escuelas de nivel superior
Se cuenta con el servicio de educación superior, dentro del cual están las siguientes escuelas:
Públicas:
- Instituto Tecnológico de Tuxtepec (ITTux)
- Universidad del Papaloapan (Campus Tuxtepec y Campus Loma Bonita) (UNPA): pertenece al Sistema de Universidades del estado de Oaxaca; el campus en la ciudad de Tuxtepec se fundó en el 2002.
- Instituto Tecnológico de la Cuenca del Papaloapan (ITCP)
- Universidad Pedagógica Nacional (UPN) Campus Tuxtepec
- Instituto Veracruzano de la Educación (IVE)

Privadas:
- Universidad Interamericana para el Desarrollo (UNID) Campus Tuxtepec
- Universidad Madero de Puebla (UMAD) Campus Tuxtepec
- Universidad del Golfo de México (UGM) Campus Tuxtepec
- Centro de Estudios Superiores de Tuxtepec (CEST)
- Universidad Hispano
- Centro Universitario Benemérito de las Américas (CUBA)

## Cultura

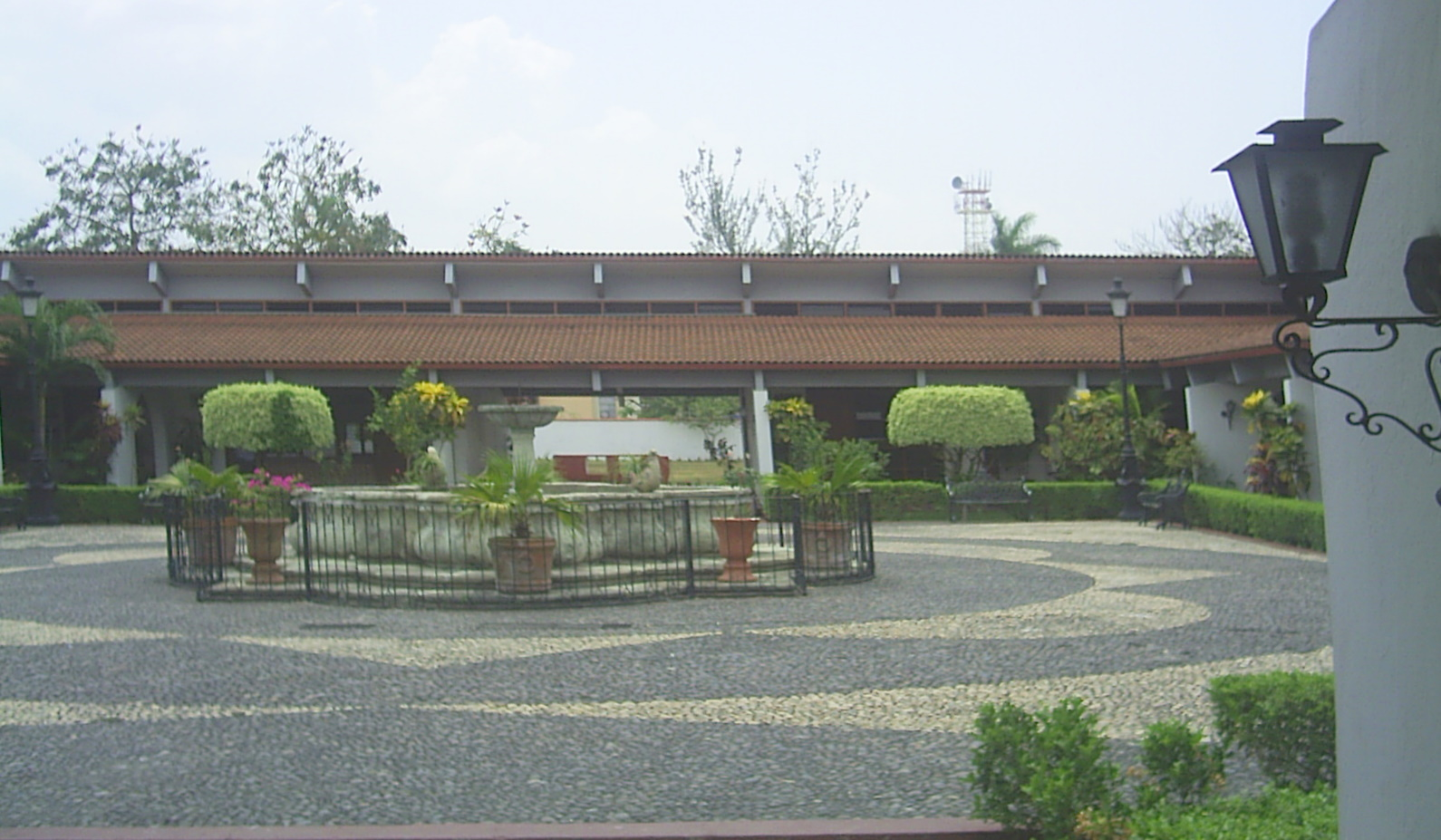
Casa de la Cultura Dr. Víctor Bravo Ahuja

La cultura es una actividad en constante desarrollo. La Casa de la Cultura Dr. Víctor Bravo Ahuja y la Dirección de Cultura Municipales son los promotores oficiales por parte del gobierno municipal para algunas de sus formas (danza polinesia, teatro, música de banda, corte y confección, bisutería) y organiza eventos destinados a difundirla al país, como es el casting de selección para las jóvenes que bailarán Flor de piña en la Guelaguetza. La Casa de la Cultura cuenta con espacios para el esparcimiento de la sociedad en general. Sin embargo, el grueso del quehacer cultural recae en las organizaciones independientes de carácter cultural de la Sociedad Civil que tienen actualmente el papel de vanguardia en el desarrollo cultural del municipio y que reuniendo todas las actividades al año realizan una inversión superior a los 10 millones de pesos, muy por encima del presupuesto municipal destinado al área y del presupuesto estatal aplicado en la región.

### Fiestas y tradiciones
El 24 de junio se celebra en muchos lugares de la cuenca el día de San Juan Bautista, santo patrono local asociado con las aguas, pues debe recordarse que Tuxtepec es todavía una ciudad fluvial y durante el siglo XIX y parte del XX circularon por sus muelles los barcos de vapor entrando y sacando mercaderías por el puerto de Alvarado, Veracruz. La catedral de San Juan Bautista Tuxtepec Oaxaca se considera emblemática de la cultura jarocha ( ya no existe como tal cultura) en su último periodo de modificación en el siglo XX, la catedral tiene su construcción a finales Del siglo XVIII y XIX. Por ello, se realizan concursos de decimeros, sones y huapangos del sotavento, cabalgatas, corridas de toros, salutaciones al Santo Patrono con canto a lo divino, paseo de pendones, palo encebado, torneo de cintas, carreras de caballos, ferias con juegos mecánicos, y serenatas. La máxima fiesta comercial de la ciudad es La Expo Feria Tuxtepecana que se lleva a cabo de manera anual en las Fiestas de Mayo que aunque no tienen ningún significado tradicional es donde se realizan las mayores actividades promocionales y de entretenimiento, teniendo sede en el Recinto Ferial de Tuxtepec.
Dentro de otras tradiciones, se encuentra la celebración de las efemérides nacionales, fiestas nacionales, sociales, religiosas propias y adoptadas.
La tradición del Día de Muertos ha decaído en las rancherías, pero es celebrado con mayor vistosidad en las escuelas.
Es costumbre de toda la cuenca del Papaloapan incluyendo a los estados de Veracruz y de Tabasco celebrar la rama y la quema del viejo en diciembre, y además se hace el encendido de velas enfrente de las casas el 12 y las faroladas, estas últimas en conmemoración del aniversario de la Tragedia de Tuxtepec, el 27 de septiembre.

### Gastronomía
La cultura gastronómica está íntimamente relacionada con la producción agrícola existente, por lo que puede decirse que hoy la comida típica de la región recae en gran medida en la yuca, plátano, maíz, mojarra; etc.
Dentro de los platillos característicos se encuentra toda una cultura alrededor de los tamales, por citar algunas el tamal de yuca de masa, de especies, rancheritos, bollitos de elote, tamalitos de anís conocidos como "cabecitas de perro" y el tamal de plátano. También puede degustarse de las tortillas raspadas, tortillas de yuca con frijoles refritos, el caldo paisano, caldo de "mondongo" las mojarras fritas con pico de gallo el pilte de pescado la bebida refrescante llamada popo, y otras tantas variedades de platillos típicos de la comida jarocha como las picadas, empanadas, tostadas de jaiba, el famoso "caldo macho", el "mogo-mogo" o "machuco" y las "tlayudas de oaxaqueña.
Así como de los moles oaxaqueño y veracruzano, los ricos plátanos fritos con queso y mantequilla, así como hervidos del pueblo de San Bartolo, sin dejar de mencionar a las ricas tortillas hechas a mano por la mujer tuxtepecana y otros tantos platillos de esta región como el cochinito y pollos a la cubana, los exquisitos postres, dulce de mamey, de plátano, guayaba, nanches curtidos, toritos de cacahuate y guanábana.

### Baile regional

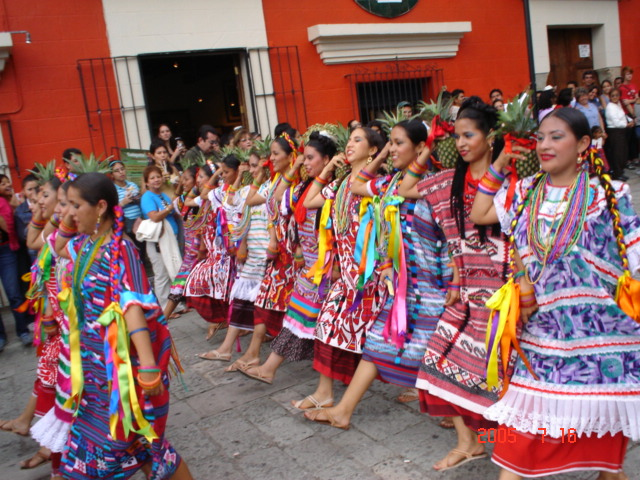
Danza "Flor de Piña".

En Tuxtepec se tienen cuando menos cuatro expresiones culturales en materia de baile regional: el de marimba, el de danzonera, el fandango y el baile folclórico.La marimba popular sobrevive del pasado en calidad de marimba orquesta amenizando las fiestas familiares con la bullanga regional en baile de cumbia, charanga, montuno y guaracha. A últimas fechas el pueblo de San Bartolo ha llevado su estilo a grandes foros nacionales e internacionales siendo premiado musicalmente inclusive en La Casa Blanca de los Estados Unidos, así como en Hong Kong, Colombia y países africanos. Esta marimba, "Estrellitas del sur", forma parte del programa del Gobierno del Estado "El rincón de la marimba", impulsado por dos San Bartoleños y no entra en la categoría de marimba orquesta.
El fandango tuxtepecano tiene sello propio pues al inicio ofrece un "floreo de tarima" único en su estilo y los ejecutantes del género gozan de reconocido mérito a nivel nacional e internacional pues el taconeo sobre la tarima es un vistoso alarde de improvisación armónica, pasión y elegancia. Este "Floreo de Tarima" es resultado de la investigación participativa y visión de Samuel Aguilera Vázquez, quien es, dadas sus competencias, el promotor cultural originario de la región del Sotavento más reconocido en el quehacer de la cultura jarocha, en la actualidad CONACULTA y el Gobierno del Estado reconocen la cultura jarocha en la parte norte del Estado. 
A la investigación sobre el fandango cuenqueño y su vestimenta son notables los aportes de la bailarina, coreógrafa y promotora cultural Eréndida Armas Aguirre.
En la difusión del danzón en la cuenca del Papaloapan involucra a marimbas orquestas de la región como la marimba orquesta "A más dos" de Tuxtepec, y que dirigió el maestro Arcadio Altamirano Andrade fallecido en marzo de 2016 y, la marimba orquesta "Santa Rosa", del poblado tres de Tres Valles Veracruz (pueblo ojiteco de reacomodo) que dirige el maestro Abel Aguilar Altamirano, dándose amenos bailes populares.
Persistentes promotores del danzón también son el profesor Víctor Carrillo Sáenz y el profesor Balbino Sánchez Prieto(+), el promotor Sabino Pérez Ramírez y la maestra Eréndida Armas Aguirre quien ha desarrollado las metodologías de "Danzón baby" y "Corazón Danzonero", esta última acreedora a una beca del programa cultural del Sotavento.
Organizados por él en el aspecto folclórico el bailable la "Flor de piña", que desde su creación en 1958 es un bailable magnífico y deslumbrante gracia a la indumentaria indígena y a su moderna y elegante coreografía, se presenta anualmente en las fiestas del Lunes del Cerro o Guelaguetza. Allí "Flor de piña" se ha convertido por su colorido en uno de los favoritos de la audiencia nacional e internacional.Los grupos folclóricos también tienen en ejecución vistosísimas coreografías regionales como "La iguana", "El toro zacamandú" y "La Bamba" tan gustada durante las fiestas patronales donde los danzantes ponen un rebozo en el suelo y con los pies, mientras taconean y hacen mudanza elaboran un moño que al final del baile presentan ante el público. Si bien es cierto que ninguna de las cuatro expresiones pos si sola representa la identidad del municipio, la verdad es que, sumadas las cuatro si constituyen una carta de identidad regional de profundo arraigo.
Por su ubicación geográfica, en esta región se hace una amalgama de las culturas jarocha y oaxaqueña, ya que antes de la creación de "Flor de piña" en Tuxtepec se hacían grandes encuentros de jaraneros, versadores y fandango jarocho. Aún hoy persiste y se trata de conservar y preservar dichas tradiciones, al son de la idiosincrasia jarocha como raíz cultural de una región donde la partitura Flor de piña le fue impuesta para representar a Tuxtepec en la Guelaguetza pues carecía de un baile oaxaqueño.
Toca a las autoridades preservar y difundir la cultura jarocha, que a través de los funcionarios de Turismo, del Comité de Autenticidad y del Instituto de la Cultura para que se compartan las culturas de la región.
Existen grupos de jaraneros como "Butaquito de los Hermanos Escamirosas", "Alma Costeña del Sr. Nemesio Reyes", "Soneros del Papaloapan" "Grupo Juvenil de Son Jarocho Alebrijes" o "Grupo Aguacero de la Casa de la Cultura"; maestros del arpa como Jaime Yáñez o Alfredo Cruz Reali, jaranero como Don Elías Meléndez o los decimistas, como Antonio Ávila Galán, Profr, Raymundo Reyes Ángeles, Julián España, Refugio Trujano, Erika Estrada, Carlos Solís, Bricio Reyes, Luis Fernando Paredes Porras, Johan Domínguez, Luis Antonio Rodríguez Pulido y muchos otros. Como una forma particular de la décima se cultiva en Tuxtepec Oaxaca una tradición llamada "Canto a lo divino" misma que se ejecuta en situaciones de religiosidad acompañadas de un son antigua llamado Justicias". Herencia tal vez de Jesuitas, es ejercida hoy por Samuel Aguilera, Jaime Yáñez, Luis Antonio Rodríguez Pulido, Juan Domínguez, David Méndez Vázquez y por los niños Higinio Bernabé, Carlitos Domínguez y Kevin Leyva Trujano, afamado requintista.

#### Poesía e Interpretación poética
Un don excepcional es el que posee Xóchitl Castro Reyes como intérprete. El Centro para el Desarrollo de las Inteligencias Múltiples CDEIM le ha producido dos CD: Xóchitl Che Vol I y Vol II, ambos con una producción minimalista. Xóchitl es, además, una mujer dedicada a la filantropía.

### Charrería
La charrería en Tuxtepec es una de las actividades más arraigadas en la región y muy practicada entre las familias económicamente prominentes de la ciudad; siendo de importancia mencionarlo en vista que la región ha organizado numerosos eventos a nivel nacional de este deporte, teniendo como inmueble al lienzo charro tuxtepecano; que es además, sede de la Asociación de Charros de la Cuenca del Papaloapan.
La charrería en Tuxtepec es una de las actividades más arraigadas en la región y muy practicada entre las familias económicamente prominentes de la ciudad; Como la familia Kuri y García siendo de importancia mencionarlo en vista que la región ha organizado numerosos eventos a nivel nacional de este deporte, teniendo como inmueble al lienzo charro tuxtepecano; que es además, sede de la Asociación de Charros de la Cuenca del Papaloapan.
Hablando más extensamente, hay documentos que la Charreria de la cuenca del Papaloapan no muestra, un libro exactamente en el que se pueden dar a conocer charros que no son tan mencionados. Cabe a destacar tres de ellos: C.P José Roberto, El Chino Kuri y Roque Delfín, quienes entregaron varios años de dedicación a la cuenca del Papaloapan y algunos siguen entregando, pero no llevan consigo ningún reconocimiento.

#### Deporte
El deporte en el municipio ha recibido un amplio fomento con la creación de diversos centros para la realización de esta actividad. En los últimos años en la ciudad se han adaptado terrenos del borde del río Papaloapan para la construcción de campos deportivos para la práctica de deportes como el fútbol, el baloncesto y el voleibol, impulsado con financiamiento de instancias municipales, federales y privadas.

#### Estadios
En la ciudad se localiza el Estadio Guillermo Hernández Castro, que es la sede del equipo de béisbol Bravos de Tuxtepec, propiedad del Grupo Modelo, que participa en la Liga Veracruzana de Béisbol Beto Ávila. También ha sido sede del equipo de fútbol conejos de tuxtepec, que ha tenido participaciones en la Tercera División de México.

Lienzo Charro Tuxtepecano

La charrería es un deporte popular de las familias con más tradición del municipio, por lo que es sede de la Asociación de Charros de la Cuenca del Papaloapan, una de las mejores de México y que ha llegado a presidir a la Asociación Nacional de Charros.  
Por poseer las presas Miguel Alemán y Miguel de la Madrid, en el municipio se practica la pesca deportiva y se han llevado a cabo competencias de entre lanchas Fórmula T-1 conocido como las Nauticopas Tuxtepec, donde en el 2004, 2007 y 2010 tuvieron entradas de 10 000 personas por cada año.  

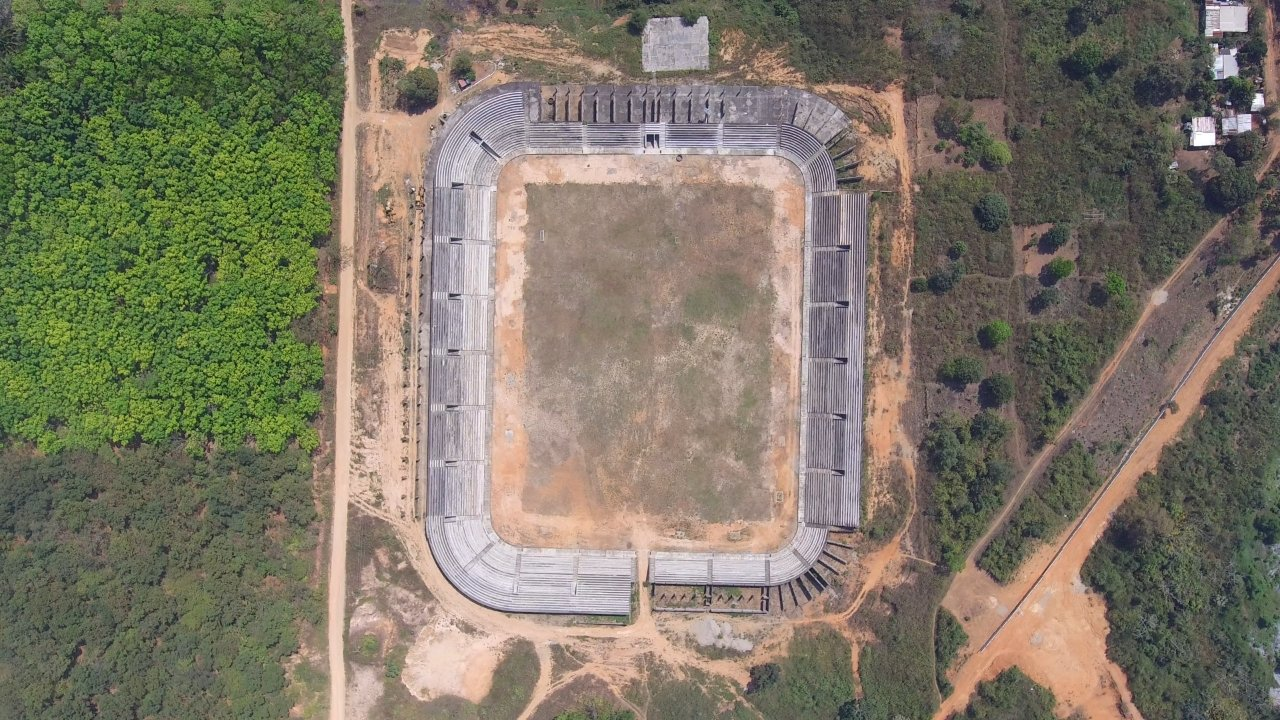
Estadio Tuxtepec Gustavo Pacheco Villaseñor

Actualmente en la Colonia Sebastopol se lleva a cabo la construcción de lo que será el estadio de fútbol más grande de la entidad oaxaqueña el Estadio Gustavo Pacheco Villaseñor con una localidad de 25 000 personas, proyecto que se encuentra a cargo de la familia Pacheco, con patrocinio de la iniciativa privada.
El ciclismo también es uno de los deportes practicados en la región, uno de los principales grupos promotores de ciclismo es Ciclismo Coatl, iniciativa ciudadana plural que realiza rutas de cicloturismo urbano y de montaña en la región del Papaloapan, en un entorno organizado, seguro y de absoluto respeto a la naturaleza, que propicia la sana convivencia entre sus integrantes (http://grupocoatl.blogspot.mx/). 
Otros deportes, como el baloncesto y el voleibol, tienen popularidad solamente en el campo amateur, practicado ampliamente en las instituciones educativas. Las carreras de caballos son muy populares en las localidades del municipio, así como también en los municipios vecinos, principalmente en Santa María Jacatepec y San José Chiltepec.

## Religión
Al igual y como sucede en el resto del país, la población en el municipio de Tuxtepec es mayoritariamente católica ya que, según los registros del Censo de Población y Vivienda INEGI 2010, poco más del 75 % de la población se declara creyente de esta religión. La ciudad es sede de la diócesis de Tuxtepec, erigida el 8 de enero de 1979, y que tiene como obispo al monseñor José Antonio Fernández Hurtado. La diócesis posee una población aproximada de 700.000 habitantes. El centro de la diócesis es la Catedral de Tuxtepec, construida a partir de 1852 y establecida como catedral el 22 de abril de 1979, según los planos de Juan de Medina, con un estilo neoclásico el primer Obispo nombrado para la diócesis de Tuxtepec lo fue Mons, José de Jesús Castillo Renteria quien fungió como tal del 8 de enero de 1979 (46 años) al 11 de febrero de 2005.

## Ciudades hermanadas
La ciudad de Tuxtepec tiene acuerdos de hermanamiento con:
- Tierra Blanca, México (2009).[6]
- Tlacotalpan, México (2011).[7]

## Personajes
Nacieron en esta ciudad:
- Rodrigo Bravo Ahuja, político
- Víctor Bravo Ahuja, escritor y político
- Elio Castro, futbolista
- Eviel Pérez Magaña, líder indígena y política
- Eliseo Tapia, productor de música cristiana